# فرودگاه شهری گرند پریری، تگزاس
فرودگاه شهری گرند پریری، تگزاس (به انگلیسی: Grand Prairie Municipal Airport) یک فرودگاه همگانی بهره‌برداری هوایی است که یک باند فرود بتن دارد و طول باند آن ۱۲۲۰ متر است. این فرودگاه در شهر گرند پریری، تگزاس کشور ایالات متحده آمریکا قرار دارد و در ارتفاع ۱۷۹ متری از سطح دریا واقع شده‌است.